# Qerqenna
Les illes dels Quèrquens o illes Qerqenna (àrab: قرقنة, Qarqanna), actualment més conegudes pel seu nom en francès, Kerkennah, Kerkenah o Kerkenna, són un arxipèlag de Tunísia, a la costa sud-est, que forma part de la governació de Sfax. Formen una delegació de la governació de Sfax. Té una població de 15.620 habitants segons el cens del 2004. Els grecs les van anomenar Kerkina i els romans, Cercina o Cercenna.

## Característiques
Avui estan només poblades per uns centenars de pescadors, i per turistes i les persones al seu servei. Les dues illes principals són Gharbi, la més petita, i Chergui. Les bodes de les illes són molt acolorides. Les principals viles són Sidi Youssef, que forma el cap més occidental i proper a la costa tunisiana, i Mellita, a Gharbi. A Chergui hi ha el complex turístic de Sidi Frej, a la costa que la separa de Gharbi, i diverses petites viles, entre elles la de Chergui, que dona nom a l'illa.
L'extrem sud (Gharbi) forma el cap de Ras Es Semoun; a l'extrem est (nord-est) hi ha l'illa de Ghermedi; a l'extrem nord l'illa de Roumédia; i al nord-oest l'illa de Safnou. Constitueixen una reserva natural de Tunísia. L'illa gran mesura de nord-est a sud-oest uns 27 km amb una amplada mitjana de 7 km; la petita és un triangle amb base de 14 km i altura de 7 a 8 km. Un estret, al-Kantara, separa les dues illes, que abans estaven unides per una calçada romana que es podia travessar quan baixava la marinada —s'hi havia deixat un canal per al pas dels vaixells—, però avui dia ha estat substituïda per una carretera moderna.
Hi ha set illots deshabitats dels quals quatre són a la costa nord de l'illa gran; a més hi ha gran nombre de bancs d'arena a l'entorn. L'altura màxima és de 13 metres. El primer pou a l'illa es va construir el 1953 (l'aigua dels pous no és gaire bona, i és una mica salada) i abans s'havia de portar l'aigua de fora i construir cisternes per recollir la de la pluja.

## Història
El 217 aC els romans van atacar les illes i els seus habitants es van lliurar de la destrucció de l'establiment local pagant un tribut de deu talents de plata. El 195 aC s'hi va refugiar Hanníbal abans de fugir cap a Síria. El 88 aC s'hi van refugiar Gai Mari i el seu fill Gai Mari el Jove. Sal·lusti s'hi va refugiar durant la guerra entre Pompeu Magne i Juli Cèsar, aprofitant que hi havia provisions acumulades pels republicans. Gai Semproni Grac, per les seves relacions adúlteres amb la filla d'August Júlia, hi fou desterrat durant més de 14 anys (al 15è any fou executat). Amb la reorganització de Dioclecià, al final del segle iii, van formar part de la Bizacena, dins la diòcesi d'Àfrica, administrades des d'Hadrumetum, l'actual Sussa. Les seva ciutats aleshores eren dues: Cercina (prop de la moderna Chergui, a l'illa de Chergui), a l'illa gran, i Cercinitis (moderna Mellita), a l'illa petita (l'illa es deia Mellita, i és la moderna Gharbi). Hi ha vestigis d'edificacions cristianes del segle iv.
Després les illes van desaparèixer de la història i no tornen a ser esmentades fins al final del segle xi quan estaven en mans dels zírides (1098). Durant cinc segles les illes van servir de refugi o de cap de pont. L'illa petita era utilitzada com a pastures pels habitants de Sfax; la població fou capturada diverses vegades i emportada per a ser esclaus. El 1148, després de la conquesta de Mahdia, Roger II de Sicília hi va fer una expedició; l'illa petita llavors no tenia cap vila però sí població dispersa. Roger va ocupar les dues illes el 1153, però després de la revolta general contra els normands el 1158, foren evacuades i ocupades pels almohades (1159).

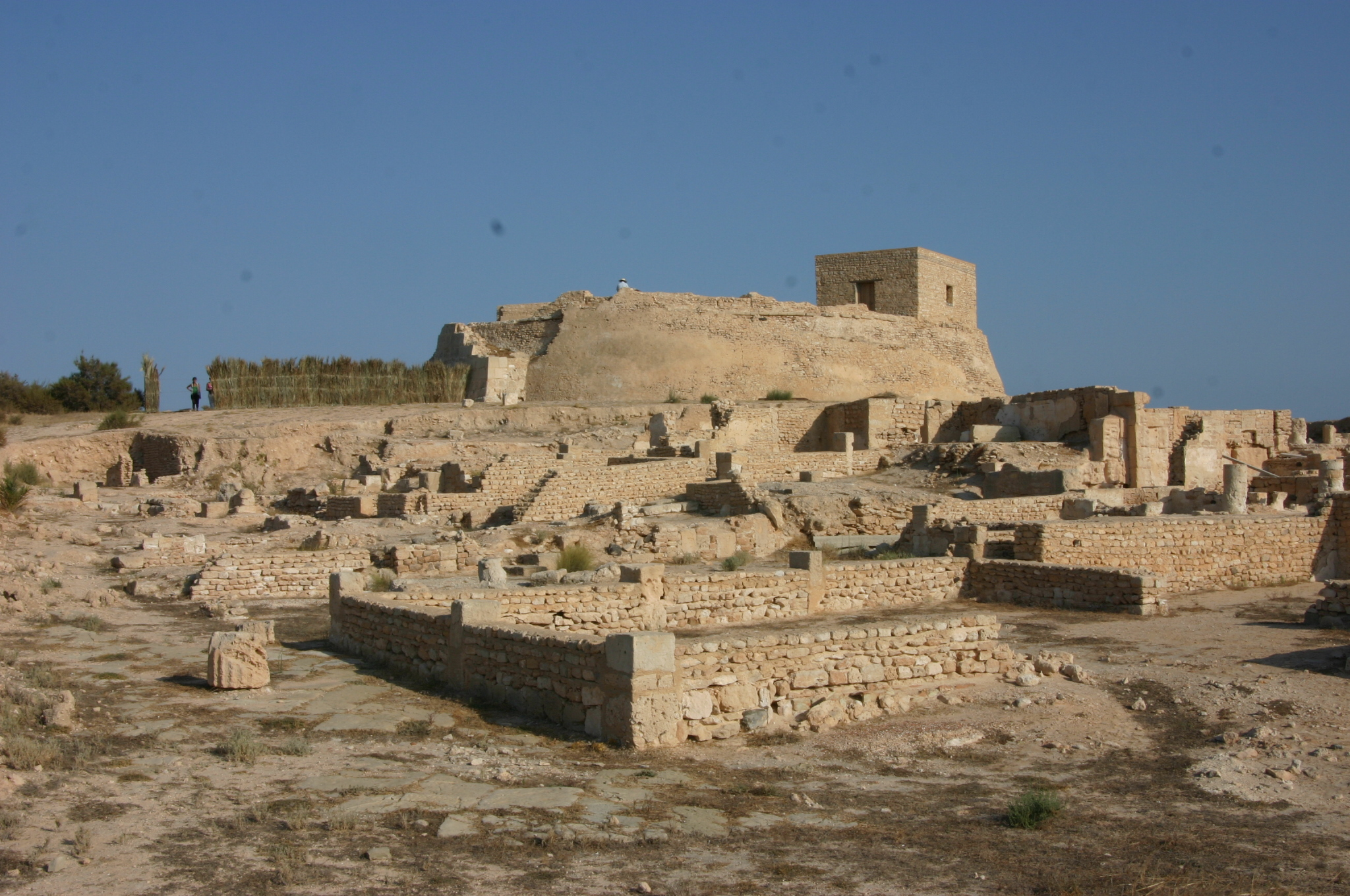
Enclavament arqueològic de Borj Hassar

El 1282 els almogàvers, dirigits per Roger de Llúria al servei del rei Pere el Gran, van conquerir Gerba, convertida el 1284/1285 en una senyoria en feu de la corona d'Aragó i de la Santa Seu, concedida a títol hereditari a Roger de Llúria amb un cens de 50 onzes d'or. Roger va conquerir les illes que els catalans anomenaven Quèrquens (1286/1287), que foren afegides a la senyoria de Gerba. Després del domini dels Llúria (a Quèrquens 1287 a 1311), les illes foren incorporades a Sicília pel rei Frederic de Sicília, que les va donar a Ramon Muntaner, com a governador però «amb tots els drets i ingressos, i el poder de poder actuar durant tres anys com a cosa pròpia» (1311-1314). Van restar en mans catalanosicilianes fins al 1335, quan una revolta general a Gerba els va obligar a abandonar les illes. Els catalans les van tornar a ocupar el 1423, en una expedició; molts insulars foren fets presoners (segons el Fragmentum Historiae Siculae uns 3.450, però sembla massa població), però les illes no es van retenir.
El 1510 els espanyols, dirigits per Pedro de Navarra, van fer una expedició contra una de les dues illes, que van trobar deshabitada excepte per algunes tendes amazigues. Les dues illes van restar en mans dels espanyols fins al 1560, quan les van ocupar els otomans. Els espanyols hi van retornar el 1576 i van fer-hi un miler de presoners, agafant 15.000 cabres, però no les van conservar. Es van produir altres expedicions a les illes el 1596 i 1611.
Al final del segle xvi hi havia set poblets els habitants dels quals vivien de la pesca i del cultiu de la vinya i de figueres i oliveres, de l'explotació de les palmeres i dels seus ramats de cabres. A l'inici del segle xix hi havia deu poblets a l'illa gran i un poble gran (Mellita) a la petita. Progressivament es van poblar per gent emigrada de Tunísia, poblant l'illa petita els beduïns del desert de darrere Sfax i per gent molt variada d'arreu del país: marabuts, gent de Gerba i altres.
L'any 1888 es va obrir la primera escola francoàrab de Tunísia al municipi de Kellabine. El 1945, les illes Qerqenna van acollir al líder nacionalista Habib Bourguiba, exiliat d'Egipte. El 1946, Farhat Hached, nascut a les illes, va fundar el sindicat Unió General Tunisiana del Treball.
Vers el 1960 tenien 13.000 habitants.

## Economia

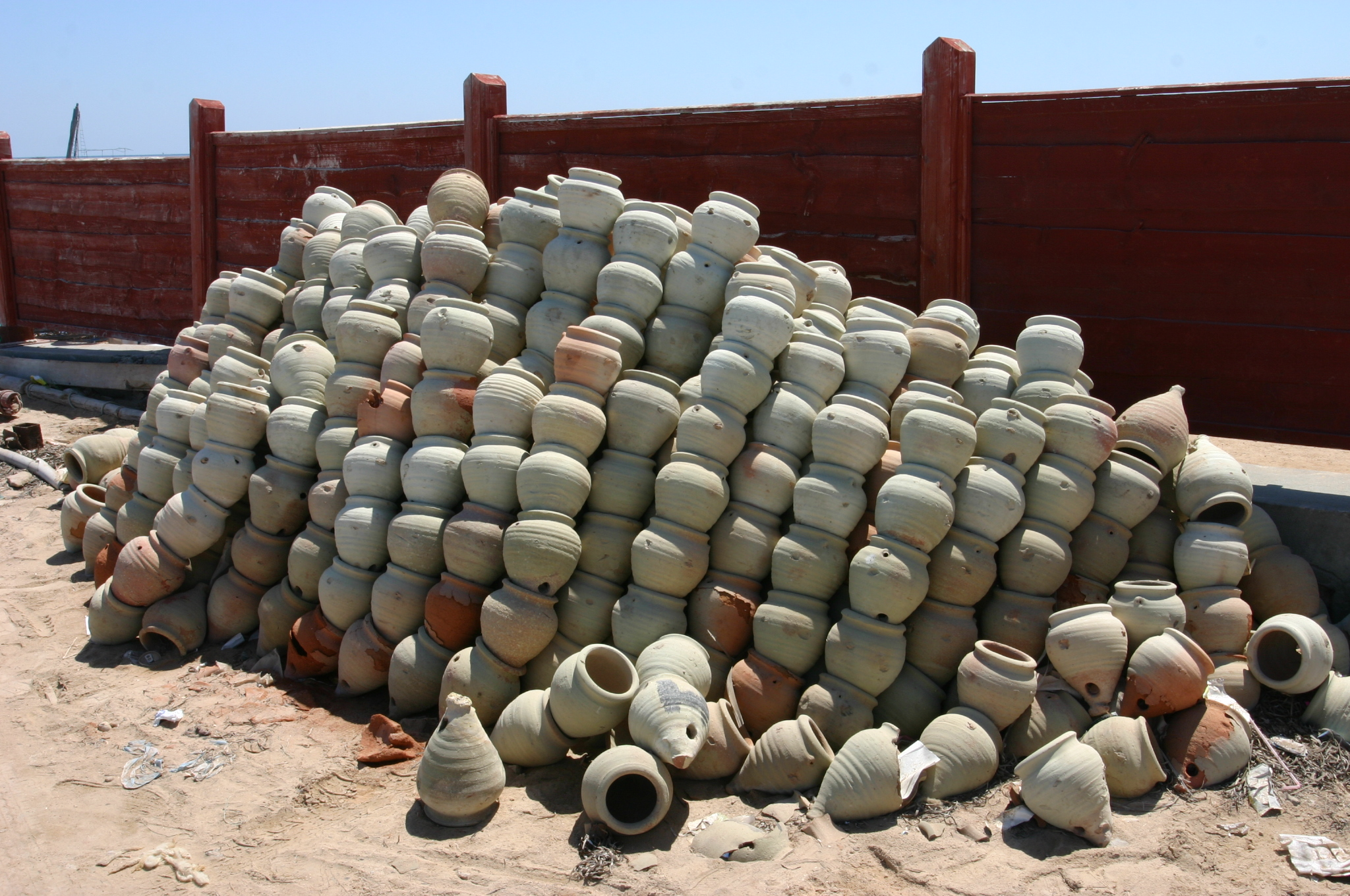
Recipients emprats per a la pesca de pops

La principal activitat de l'arxipèlag és la pesca, que es practica de forma extensiva segons els mètodes tradicionals. Existeixen unes 2.000 embarcacions, que són uns dos terços del total d'embarcacions de la regió de Sfax. El volum de la captura representa menys de la dotzena part de la pesca total de la regió. L'arxipèlag està envoltat per bancs de sorra d'entre un i dos metres, fet que va portar a fer servir una tècnica de pesca particular: la xàrfia.

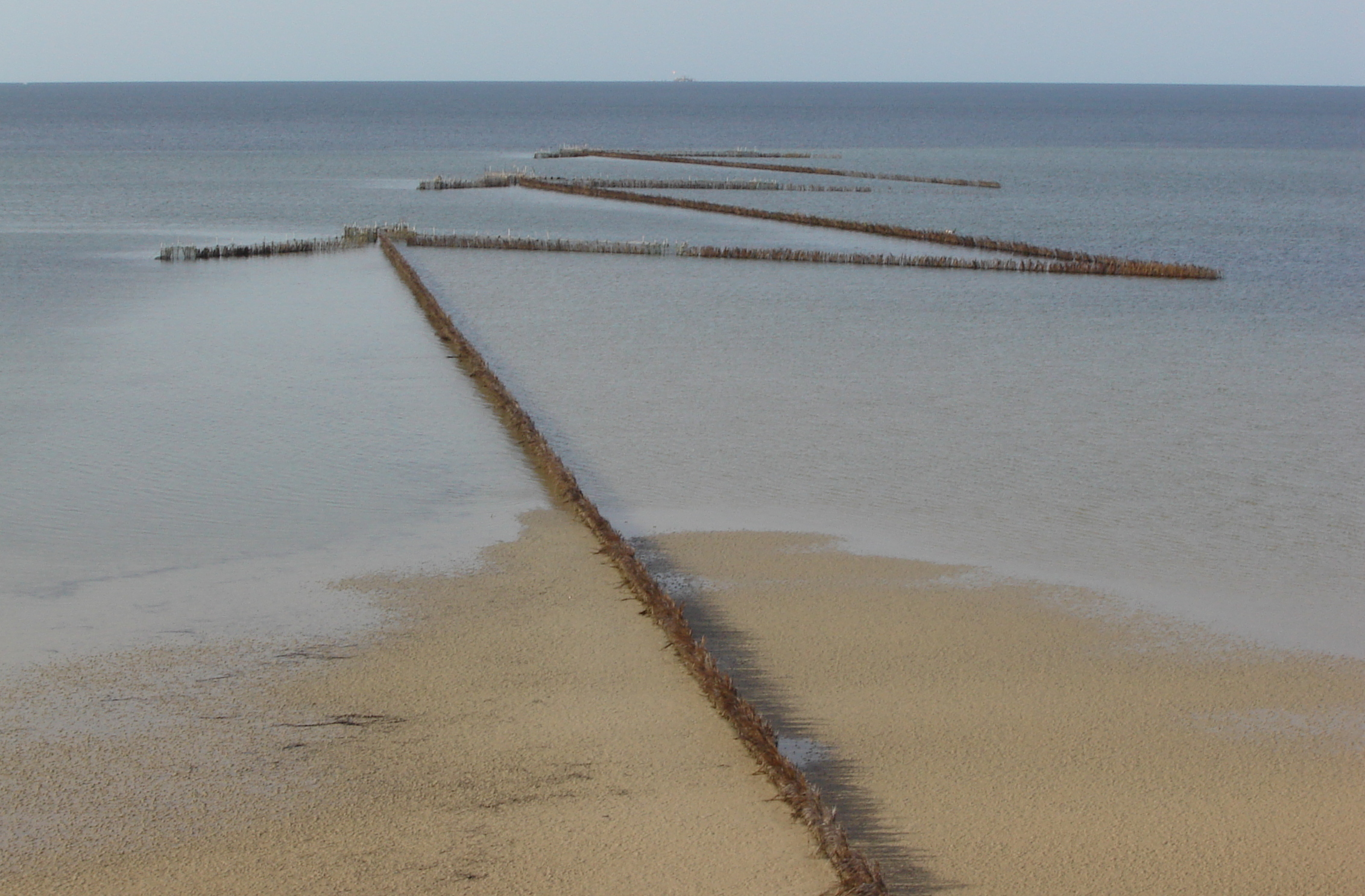
Dispositiu de xàrfia (الشرفية)

Entre finals d'octubre fins a l'abril es fiquen a la mar una mena de càntirs per a pescar pops, la pesca més preuada de la zona. Els pescadors fan servir embarcacions de vela llatina, anomenades faluca, juntament amb altres de motor.
L'agricultura serveix de complement a la pesca, amb petites explotacions de subsistència. Hi ha conreu d'ordi, olivera, vinya, figueres i cultius d'hortalisses que han de sobreviure amb una aportació mínima d'aigua, ja que es recullen uns 200 mm³ de precipitacions anuals.
L'artesania és també una altra activitat econòmica complementària. Amb les fulles de les palmeres locals es fan cordes, barrets i bosses. Hi ha una escola dedicada a aquest art al municipi de Ech Chergui. El tarf és un tapís brodat amb colors vius típic d'aquestes illes.
El turisme és una activitat modesta que es remunta als anys 1960 i que no augmenta a causa de les limitacions d'aigua potable de les illes. Aquesta activitat està centrada principalment a la petita zona de platges de Sidi Fredj, on es troba la dàrsena del ferri que connecta amb Sidi Youssef, a l'extrem occidental de l'arxipèlag. Allà es dona una alternança de platges de sorra i altres de rocalla. La procedència dels turistes està formada majoritàriament per britànics i francesos.
A les aigües properes a l'arxipèlag hi ha una important explotació de gas anomenada Champ Cercina, explotada per la companyia British Gas.

## Cultura

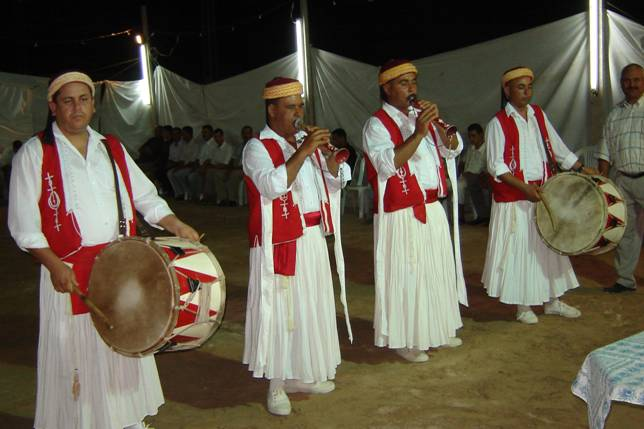
Grup folklòric

A Qerqenna hi ha un grup folklòric format per quatre músics cantants que van amb la vestimenta tradicional blanca que cobreix tot el cos i armilla roja. Les seves actuacions són reclamades en cerimònies de casaments. Fan una coreografia mentre canten una mena d'elegia anomenada midh.
A El Abassia, municipi de l'illa Gharbi, es va obrir un museu d'iniciativa privada l'any 2004, sota la direcció de la universitat d'Abdelhamid Fehri. El tema del museu és la història de l'arxipèlag i la seva cultura.

## Administració
Les illes constitueixen la delegació o mutamadiyya homònima, amb codi geogràfic 34 66 (ISO 3166-2:TN-12), dividida en deusectors o imades:
- El Ataya (34 66 51)
- El Ramla (34 66 52)
- Sidi Frej (34 66 53)
- Melita (34 66 54)
- El Kalabine (34 66 55)
- En-Najet (34 66 56)
- El Chargui (34 66 57)
- El Kantra (34 66 58)
- El Kraten (34 66 59)
- Ouled Kacem (34 66 60)

Al mateix temps, formen una municipalitat o baladiyya (codi geogràfic 34 26), dividida en dues circumscripcions o dàïres:
- Kerkennah (34 26 11)
- El Ataya (34 26 12)